# Epidendrum subg. Spathium
John Lindley publicó Epidendrum subg. Spathium de la familia Orchidaceae.  Según Lindley, el E. subg. Spathium es reconocible por el hábito simpodial con tallos individuales  delgados (sin ningún tipo de tendencia a partir de pseudobulbos) y cubierto por las bases de hojas dísticas, por el labelo de la flor adnado a la columna a su ápice, y por la inflorescencia que emerge de al menos una espata, similar a casi todos los miembros del género Cattleya como se entiende en el año 2000 (sensu MM). Reichenbach reconoció 52 especies de este subgénero, de los cuales Kew acepta 48 (los números de página se refiere a Reichenbach 1861):

## Especies
- E. amplexicaule Lindl. 1853 (p. 370)

- E. acutissimum Lindl. 1853 (pp. 362–363)

- E. adenoglossum Lindl. 1841 (p. 361)

- E. alpicolum Rchb.f. & Warsz.  Bonplandia(Hannover)2:110(1854) (p. 366).  Kew le llama E. alpicola, y lo acepta así.  Bonplandia p. 110 le llama Epidendrum alpicolum.[4]

- E. anthoceros Linden & Rchb.f. 1854 (p. 366)

- E. armeniacum Lindl. 1836 (p. 367)

- E. bivalve Lindl. 1853 (p. 365)

- E. brachyglossum Lindl. 1844 (p. 362)

- E. brevivenium Lindl. 1853 (p. 363)

- E. clowesii Bateman ex Lindl. 1844 (p. 373)

- E. cnemidophorum Lindl. 1853 (p. 372)

- E. cornutum Lindl. 1841 (pp. 365–366)

- E. cristatum Ruiz & Pav. 1793 (p. 372 como E. raniferum Lindl. 1831 & E. raniferum var. luteum Lindl. 1853

- E. cylindraceum Lindl. 1844 (p. 363)

- E. cylindrostachys Rchb.f. & Warsz. 1854 (p. 365)

- E. discoidale Lindl. 1853(p. 372)

- E. excisum Lindl. 1844 (pp. 370–371)

- E. ferrugineum Ruiz & Pav. 1798 (p. 364 como E. carneum Lindl. 1846 & (p. 364 as E. trinitatis Lindl. 1840

- E. friderici-guilielmi Rchb.f. & Warsz. 1854 (p. 365)

- E. geminiflorum Kunth 1816 (p. 368)

- E. glossoceras Rchb.f. & Warsz. 1854 (p. 366)

- E. harrisoniae Hook. 1833 (p. 373)

- E. heterodoxum Rchb.f. 1854 (p. 362)

- E. klotzscheanum Rchb.f. 1850 (pp. 366–367)

- E. lacustre Lindl. 1853 (p. 360)

- E. lagotis Rchb.f. 1855 (p. 367)

- E. longiflorum Kunth 1816 (p. 360), (p. 360-361 como E. spectatissimum Rchb.f. 1855) & (p. 360 como E. leucochilum Klotzsch 1843)

- E. mancum Lindl. 1844 (p. 361)

- E. megagastrium Lindl. 1853 (pp 368–369)

- E. mesomicron Lindl. 1853 (p. 370)

- E. modestum Rchb.f. & Warsz. 1854 (p. 371)

- E. ochriodes Lindl. 1853  (p. 371)

- E. parviflorum Ruiz & Pav. 1798  (p. 367)

- E. peperomia Rchb.f. 1854 (p. 368) & (p. 368 as E. porpax Rchb.f.)

- E. raphidophorum Lindl. 1853 (p. 371)

- E. ruizianum Steud. 1840 (pp. 371–372 as E. spathaceum Lindl. 1841)

- E. sanderi A.D.Hawkes 1957 (pp. 360–361 as E. grandiflorum Lindl. 1841 nom. illeg. )

- E. sarcochilum Linden & Rchb.f. 1854 (p. 363)

- E. sarcodes Lindl. 1853  (p. 362)

- E. schlimii Rchb.f. 1850 (p. 361)

- E. scutella Lindl. 1844 (p. 367)

- E. sinuosum Lindl. 1853 (p. 363)

- E. tenax Rchb.f. 1854 (pp. 367–368)

- E. tovarense Rchb.f. 1850 (p. 370)

- E. ventricosum Lindl. 1841 (p. 361)

- E. viridibrunneum Rchb.f. 1861 (p. 368)

- E. xantholeucum Rchb.f. 1850 (p. 373)

En 2005,  Hágsater & Soto  designan la especie Epidendrum adenoglossum como el lectotipo de Epidendrum subgenus Spathium.